# تپه داش قاپو
تپه داش قاپو مربوط به دوره اشکانیان - دوره ساسانیان - سده‌های اولیه دوران‌های تاریخی پس از اسلام است و در شهرستان گرمی، بخش انگوت، دهستان انگوت شرقی، روستای داش قاپو واقع شده و این اثر در تاریخ ۱۵ دی ۱۳۸۷ با شمارهٔ ثبت ۲۴۰۰۲ به‌عنوان یکی از آثار ملی ایران به ثبت رسیده است.